# T-SPICE
T-SPICE（1976年 - ）は、日本・埼玉県出身、ロサンゼルス在住のエレクトロ・ヒップホップ・ミュージシャン／音楽プロデューサー／フィンガードラマーである。
Native Instruments 社の機材Machineをメインの機材として使用し、ヒップホップ・ミュージックを手がけるが、ジャズや電子音楽、ゴールデンエイジ・ヒップホップの影響を強く受けており、強い重低音と特異なリズムが特徴である。

## 経歴
- 1995年
  - 日本にてラップグループCLIMAXの一員として数枚のCDをリリース、BeatmaniaやJリーグ東京ヴェルディなどのタイトル曲などを制作。
- 2003年
  - 単身渡米。ロサンゼルスのフリースタイルシーンの中核であったオープンマイクイベントProject Blowedなどでマイクを握る。ジュラシック5の日本ツアーや、アキールのアメリカツアーに客として同行、勝手に同じステージで日本語ラップをかます。
- 2006年
  - 1stアルバムTiger soulsを発売。
- 2017年
  - ビートのみのアルバムReborn To Dieを発売。

## ディスコグラフィー
- Tiger Souls (2006)
- Reborn To Die (2017/6/10)

## Performing Movies
- T-Spice performing on MASCHINE Amazingly Fast Finger Drummer
- T-Spice Live Sampled Beats